# Velebitsko
Velebitsko (Велебітско) — хорватська пивна торговельна марка, продукція якої виробляється броварнею Ličanka, розташованою у селі Доньє Пазаріште (хорв. Donje Pazarište) неподалік міста Госпича у заповідній області Ліка. Торговельна марка названа на честь гірського масиву Велебіт, в межах якого й розташована броварня.

## Історія
Velebitsko виробляється з 1997 року заснування невеличкої броварні Ličanka. Для виробництва використовується гірська вода з джерела, розташованого на висоті 700 метрів над рівнем моря. Збут пива обмежується порівняно невиликою кількістю магазинів та закладів харчування на території Хорватії.

## Асортимент продукції
Асортимент пива Velebitsko включає три сорти:
- Velebitsko Pivo — преміальний світлий лагер з вмістом алкоголю 5 %;
- Velebitsko Tamno — темний лагер, т.зв. дункель, з вмістом алкоголю 6 %;
- Kasačko Pivo Vilinbor — спеціальне напівтемне пиво, що відноситься до сезонного пива мерцен (від нім. Märzen, тобто «березневого»). Має вміст алкоголю 5,3 %. Виробляється обмеженими партіями шляхом промислового змішування сортів Velebitsko Pivo та Velebitsko Tamno.